# 夜間課程を置く高等学校における学校給食に関する法律
夜間課程を置く高等学校の学校給食に関する法律（やかんかていをおくこうとうがっこうのがっこうきゅうしょくにかんするほうりつ、昭和31年6月20日法律第157号）は、夜間課程を置く高等学校等において、授業日の夕食時における学校給食（夜間学校給食）が実施されるよう、必要な事項を定め、その普及充実を図ることに関する法律である。
1956年（昭和31年）6月20日施行。

## 沿革
戦後の学制改革においては、中学校を卒業した後、家庭の経済事情等によりすぐに働かなければならないなど、様々な理由によって全日制の高等学校に通えない者に対して高等学校での教育の機会を与えるため、1948年（昭和23年）度から定時制の高等学校が設けられた。定時制であっても全日制の高等学校と同じ教育を施し、同じ大学進学資格を与えるものであったため、勤労学生に明るい希望を抱かせるものであることから年々進学者が増加し、1952年（昭和27年）度には約52万人、全高等学校生徒数の2割強を占めるまでに至っていた。
しかし、定時制のうち特に夜間課程の生徒は、働きながら授業を受ける生活を送っていたことから、通常の同年代の青少年よりも体格が劣っており、結核の罹患率が高いというデータが取られていた。また、職場から直接高等学校に向かってそのまま授業を受け、帰宅後夜遅く、しかもまちまちの時間に食事を取っていることが多く、このような生活を続けることが成長期の生徒の健康に悪影響が生じさせることは誰の目にも明らかであった。
勤労学生のこのような状況を是正するため、夜間課程の生徒に対し、夕食時に給食を実施するよう、父兄や教師から強く要望されていた。文部省も、高等学校設置基準や高等学校の定時制教育及び通信教育振興法の施行に当たっても実施を求めてきたが、なかなか普及は進まなかった。そのため、勤労学生に適切に夜間学校給食を行い、勤労学生の健康を保持し、これによって教育能率の増進を図るため、参議院文教委員会の各会派が共同提案し、議員立法（参法）として制定されたのが本法である。

## 内容

### 目的
本法は、夜間学校給食の実施に必要な事項を定めるとともに、夜間学校給食を普及充実させることにより、夜間課程において学ぶ青年の身体の健全な発達に資すること、あわせて国民の食生活の改善に寄与することが目的である（第1条）。本法は沿革のとおり生徒の健康の維持に重点を置いて制定されたため、学校給食法による通常の学校給食とは異なり、教育としての性格は併せ持たないとされる。
○学校給食法（昭和二十九年法律第百六十号）※制定時のもの
　（学校給食の目標）
第二条　学校給食については、小学校における教育の目的を実現するために、左の各号に掲げる目標の達成に努めなければならない。
　一　日常生活における食事について、正しい理解と望ましい習慣を養うこと。
　二　学校生活を豊かにし、明るい社交性を養うこと。
　三　食生活の合理化、栄養の改善及び健康の増進を図ること。
　四　食糧の生産、配分及び消費について、正しい理解に導くこと。

### 努力義務
夜間課程を置く高等学校の設置者は、夜間学校給食の実施の努力義務を負うとともに（第3条）、国・地方公共団体は夜間学校給食の普及と健全な発達を図るよう努力義務を負うとされている（第4条）。

### 経費負担・国の補助
夜間学校給食の実施にかかる経費の負担を、次のように分担するよう定めている（第5条）。
- 夜間課程を置く高等学校の設置者の負担とするもの

1. 夜間学校給食の実施に必要な施設・設備に要する経費（第5条第1項）
2. 夜間学校給食の運営に要する経費のうち政令で定めるもの
  - 夜間学校給食に従事する職員に要する給与その他の人件費（本法施行令第1条第1号）
  - 夜間学校給食の実施に必要な施設及び設備の修繕費（本法施行令第1条第2号）

- 夜間学校給食を受ける生徒の負担とするもの

設置者が負担するもの以外すべて（第5条第2項）
なお、私立学校の場合には、国は予算の範囲内において、夜間学校給食の開設に必要な施設又は設備に要する経費の一部を補助することができる（第6条）。

### 夜間学校給食実施基準
本法第7条の規定により準用される学校給食法第8条の規定に基づき、文部科学大臣が定めた夜間学校給食実施基準が告示されており、その中では夜間学校給食において求められる栄養価等について一定の基準を設けている。ただし、これは望ましい栄養量として、全国的な平均値を算出したものであるから、生徒個人の生活活動等の実態や地域の実情等に配慮しつつ弾力的に運用することが認められている。
| 区分                     | 基準値                                 |
| ------------------------ | -------------------------------------- |
| エネルギー               | 860kcal                                |
| たんぱく質               | 学校給食によるエネルギー全体の13～20％ |
| 脂質                     | 学校給食によるエネルギー全体の20～30％ |
| ナトリウム（食塩相当量） | 2.5g未満                               |
| カルシウム               | 360mg                                  |
| マグネシウム             | 130mg                                  |
| 鉄                       | 4mg                                    |
| ビタミンA                | 310μgRAE                               |
| ビタミンB1               | 0.5mg                                  |
| ビタミンB2               | 0.6mg                                  |
| ビタミンC                | 35mg                                   |
| 食物繊維                 | 7.5g以上                               |
| 亜鉛                     | 3mg                                    |